# Isabella Holmgren
Isabella Holmgren (født 22. maj 2005 i Oro-Medonte) er en cykelrytter fra Canada, der kører for Lidl-Trek. Hendes tvillingesøster Ava Holmgren og storebror Gunnar Holmgren er også cykelryttere.